# Скрытоглав лещинный
Скрытоглав лещинный, или ольховый скрытоглав (лат. Cryptocephalus coryli) — вид листоедов (Chrysomelidae) из подсемейства скрытоглавов (Cryptocephalinae). Распространён в палеарктическом регионе от островов Британии до Кореи.

## Описание
Длина тела 6-7 мм. Усики нитевидные и длинные по сравнению с другими листоедами. Ноги темные, чёрные. Переднеспинка у самок красная, у самцов чёрная.